# Kim Ča-pi
Kim Ča-pi (korejsky: 김자비; anglická transkripce Kim Jabee; * 13. února 1987 Soul) je jihokorejský reprezentant ve sportovním lezení, vicemistr Asie a juniorský mistr Asie.

## Výkony a ocenění

### Závodní výsledky
| Mistrovství světa | Mistrovství světa | Mistrovství světa | Mistrovství světa | Mistrovství světa | Mistrovství světa |
| Rok               | 2005              | 2011              | 2012              | 2014              | 2016              |
| ----------------- | ----------------- | ----------------- | ----------------- | ----------------- | ----------------- |
| Obtížnost         | 73                | 41                | 27                | —                 | 45                |
| Bouldering        | 58                | 98                | 65                | 55                | 91                |

| Světový pohár | Světový pohár | Světový pohár | Světový pohár | Světový pohár | Světový pohár | Světový pohár             | Světový pohár                 | Světový pohár           | Světový pohár | Světový pohár | Světový pohár | Světový pohár |
| Rok           | 2003          | 2004          | 2005          | 2006          | 2007          | 2011                      | 2012                          | 2013                    | 2014          | 2015          | 2016          | 2017          |
| ------------- | ------------- | ------------- | ------------- | ------------- | ------------- | ------------------------- | ----------------------------- | ----------------------- | ------------- | ------------- | ------------- | ------------- |
| Obtížnost     | 94-99         | 46-47         | 39-40         | 50-51         | 30-31         | 18                        | 21                            | 30                      | 44-46         | —             | —             | —             |
| jednotlivě    | ,30,          | ,21,24,       | ,11,          | ,20,39,       | ,9,24,29,     | ,21,33,33,8, 15,15,18,26, | ,22,19,20,17, 20,32,31,24,29, | ,30,18,21,21, 31,37,21, | ,20,25,       | —             | —             | —             |
|               |               |               |               |               |               |                           |                               |                         |               |               |               |               |
| Rychlost      | —             | —             | —             | —             | —             | —                         | —                             | —                       | —             | —             | —             | 0             |
| jednotlivě    | —             | —             | —             | —             | —             | —                         | —                             | —                       | —             | —             | —             | ,39,42,       |
|               |               |               |               |               |               |                           |                               |                         |               |               |               |               |
| Bouldering    | 82            | —             | —             | 33            | —             | 76-77                     | 30                            | 35-36                   | 58-59         | 52-55         | 0             | 0             |
| jednotlivě*   | ,29,          | —             | —             | ,7,28,        | —             | ,34,25,59,                | ,49,42,29,6,                  | ,53,18,19,              | ,18,          | ,41,25,       | ,37,          | ,72,45,41,    |
|               |               |               |               |               |               |                           |                               |                         |               |               |               |               |
| Kombinace     | 26            | —             | —             | 18            | —             | 8                         | 10                            | 13                      | 17            | —             | —             |               |

- poznámka: nalevo jsou poslední závody v roce

| Mistrovství Asie | Mistrovství Asie | Mistrovství Asie | Mistrovství Asie | Mistrovství Asie |
| Rok              | 2004             | 2005             | 2007             | 2013             |
| ---------------- | ---------------- | ---------------- | ---------------- | ---------------- |
| Obtížnost        |                  | 2                |                  | 3                |
| Bouldering       |                  |                  |                  | 2                |

| Mistrovství světa juniorů | Mistrovství světa juniorů | Mistrovství světa juniorů |
| Rok                       | 2002 kat B                | 2005 junioři              |
| ------------------------- | ------------------------- | ------------------------- |
| Obtížnost                 | 3                         | 4                         |

| Mistrovství Asie juniorů | Mistrovství Asie juniorů | Mistrovství Asie juniorů |
| Rok                      | 2002 kat B               |                          |
| ------------------------ | ------------------------ | ------------------------ |
| Obtížnost                | 1                        |                          |